# Ťin-pching I
Ťin-pching I (čínsky v českém přepisu Ťin-pching Šuej-tien-čan, pchin-jinem Jǐnpíng Shuǐdiànzhàn, znaky zjednodušené 锦屏一级水电站, tradiční 錦屏一級水電站) je klenbová přehrada na řece Ja-lung-ťiang v autonomní prefektuře Liang-šan v S’-čchuanu v Čínské lidové republice. Kromě využití vodní energie pomocí vodní elektrárny o šesti Francisových turbínách po 600 MW má sloužit i jako protipovodňová ochrana a také bránit erozi. Práce začaly 12. listopadu 2005 a skončily roku 2014. S výškou hráze 305 m je to nejvyšší přehradní hráz nejen v Čínské lidové republice, ale i na celém světě. Její výkon je 3600 MW a bude vyrábět 16 až 18 TWh ročně.